# ميتشيل جنكينز
ميتشيل جنكينز (بالإنجليزية: Mitchell Jenkins)‏ هو محامي وسياسي أمريكي، ولد في 24 يناير 1896 في Forty Fort, Pennsylvania ‏ في الولايات المتحدة، وتوفي في 15 سبتمبر 1977 في ويلكس بار في الولايات المتحدة. نشط حزبياً في الحزب الجمهوري. وقد انتخب نائب ‏ (1938 – 1946) وانتخب عضو مجلس النواب الأمريكي.